# Ґрабувко (Західнопоморське воєводство)
Ґрабувко (пол. Grabówko) — село в Польщі, у гміні Сянув Кошалінського повіту Західнопоморського воєводства.
Населення — 170 осіб (2011).

## Демографія
Демографічна структура станом на 31 березня 2011 року:
|          | Загалом | Допрацездатний вік | Працездатний вік | Постпрацездатний вік |
| -------- | ------- | ------------------ | ---------------- | -------------------- |
| Чоловіки | 82      | 21                 | 54               | 7                    |
| Жінки    | 88      | 21                 | 52               | 15                   |
| Разом    | 170     | 42                 | 106              | 22                   |